# Braunschweiger Turn- und Sportverein Eintracht von 1895 2021-2022
Questa voce raccoglie le informazioni riguardanti il Braunschweiger Turn- und Sportverein Eintracht von 1895 nelle competizioni ufficiali della stagione 2021-2022.

## Stagione
Nella stagione 2021-2022 l'Eintracht Braunschweig, allenato da Michael Schiele, concluse il campionato di 3. Liga al 2º posto e fu promosso in 2. Bundesliga. In Coppa di Germania l'Eintracht Braunschweig fu eliminato al primo turno dall'Amburgo.

## Rosa
| N. |                                 | Ruolo | Calciatore        |
| -- | ------------------------------- | ----- | ----------------- |
| 1  | Germania (bandiera)             | P     | Yannick Bangsow   |
| 2  | Germania (bandiera)             | D     | Michael Schultz   |
| 3  | Germania (bandiera)             | D     | Lasse Schlüter    |
| 4  | Germania (bandiera)             | C     | Jannis Nikolaou   |
| 5  | Germania (bandiera)             | D     | Philipp Strompf   |
| 6  | Germania (bandiera)             | C     | Bryan Henning     |
| 7  | Germania (bandiera)             | A     | Maurice Multhaup  |
| 8  | Germania (bandiera)             | C     | Iba May           |
| 9  | Germania (bandiera)             | A     | Benjamin Girth    |
| 10 | Polonia (bandiera)              | C     | Martin Kobylański |
| 11 | Germania (bandiera)             | A     | Luc Ihorst        |
| 13 | Germania (bandiera)             | P     | Julian Bauer      |
| 14 | Germania (bandiera)             | D     | Luis Görlich      |
| 16 | Bosnia ed Erzegovina (bandiera) | P     | Jasmin Fejzić     |
| 17 | Germania (bandiera)             | A     | Yari Otto         |

| N. |                      | Ruolo | Calciatore               |
| -- | -------------------- | ----- | ------------------------ |
| 18 | Germania (bandiera)  | A     | Fabrice Hartmann         |
| 19 | Germania (bandiera)  | A     | Sebastian Müller         |
| 20 | Germania (bandiera)  | A     | Lion Lauberbach          |
| 21 | Germania (bandiera)  | C     | Jomaine Consbruch        |
| 22 | Venezuela (bandiera) | A     | Enrique Peña             |
| 23 | Germania (bandiera)  | C     | Danilo Wiebe             |
| 25 | Germania (bandiera)  | C     | Emil Kischka             |
| 26 | Germania (bandiera)  | D     | Jan-Hendrik Marx         |
| 27 | Germania (bandiera)  | D     | Niko Kijewski            |
| 30 | Germania (bandiera)  | D     | Brian Behrendt           |
| 34 | Germania (bandiera)  | D     | Jannis Kleeberg          |
| 35 | Germania (bandiera)  | P     | Lennart Schulze Kökelsum |
| 37 | Germania (bandiera)  | C     | Fabio Kaufmann           |
| 39 | Germania (bandiera)  | C     | Robin Krauße             |

## Organigramma societario
Area tecnica
- Allenatore: Michael Schiele
- Allenatore in seconda: Matthias Lust, Marc Pfitzner
- Preparatore dei portieri: Manfred Petz
- Preparatori atletici: Marc Lorius, Janning Michels

## Calciomercato

### Sessione estiva
| Acquisti | Acquisti          | Acquisti                   | Acquisti |
| R.       | Nome              | da                         | Modalità |
| -------- | ----------------- | -------------------------- | -------- |
| D        | Philipp Strompf   | Hoffenheim II              |          |
| A        | Lion Lauberbach   | Holstein Kiel              |          |
| A        | Enrique Peña      | Sandhausen                 |          |
| C        | Jomaine Consbruch | Arminia Bielefeld          |          |
| A        | Sebastian Müller  | Arminia Bielefeld          |          |
| P        | Yannick Bangsow   | Viktoria Colonia           |          |
| A        | Benjamin Girth    | Holstein Kiel              |          |
| D        | Luis Görlich      | Hoffenheim II              |          |
| C        | Bryan Henning     | Osnabrück                  |          |
| A        | Luc Ihorst        | Osnabrück                  |          |
| C        | Robin Krauße      | Ingolstadt 04              |          |
| A        | Maurice Multhaup  | Osnabrück                  |          |
| D        | Michael Schultz   | Viktoria Colonia           |          |
| C        | Felix Stumpe      | Eintracht Braunschweig U19 |          |

| Cessioni | Cessioni            | Cessioni                   | Cessioni |
| R.       | Nome                | a                          | Modalità |
| -------- | ------------------- | -------------------------- | -------- |
| D        | Benjamin Kessel     | Eintracht Braunschweig U19 |          |
| C        | Dominik Wydra       | Raków Częstochowa          |          |
| A        | Suleiman Abdullahi  | Union Berlino              |          |
| C        | Marcel Bär          | Monaco 1860                |          |
| C        | Yassin Ben Balla    | Ingolstadt 04              |          |
| C        | Leon Bürger         | Carl Zeiss Jena            |          |
| D        | Oumar Diakhité      | Sandhausen                 |          |
| P        | Felix Dornebusch    | Fortuna Sittard            |          |
| A        | Ji Dong-won         | Magonza                    |          |
| C        | Patrick Kammerbauer | Friburgo II                |          |
| C        | Fabio Kaufmann      | Karlsruhe                  |          |
| D        | Nico Klaß           | RW Oberhausen              |          |
| A        | Njegoš Kupusović    | Türkgücü                   |          |
| C        | Manuel Schwenk      | Holstein Kiel II           |          |

### Sessione invernale
| Acquisti | Acquisti         | Acquisti      | Acquisti |
| R.       | Nome             | da            | Modalità |
| -------- | ---------------- | ------------- | -------- |
| A        | Fabrice Hartmann | RB Lipsia     |          |
| D        | Jan-Hendrik Marx | Ingolstadt 04 |          |

| Cessioni | Cessioni     | Cessioni             | Cessioni |
| R.       | Nome         | a                    | Modalità |
| -------- | ------------ | -------------------- | -------- |
| P        | Luka Losic   | Alemannia Aquisgrana |          |
| C        | Felix Stumpe | Germania Halberstadt |          |

## Risultati

### 3. Liga

#### Girone di andata
| Kaiserslautern 24 luglio 2021, ore 14:00 CEST 1ª giornata | Kaiserslautern | 0 – 0 referto | Eintracht Braunschweig | Fritz-Walter-Stadion (15 000 spett.)\| Arbitro: \| Thomsen \| |
| Arbitro:                                                  | Thomsen        |               |                        |                                                               |

| Arbitro: | Haslberger |

|  |           |                                         |
|  | Marcatori | 5’, 31’ Ciğerci 65’ Falcão 69’ Pinckert |

| Arbitro: | Brand |

|  |           |                                |
|  | Marcatori | 43’ (rig.) Ihorst 83’ Nikolaou |

| Arbitro: | Alt |

|                    |           |  |
| Ihorst 8’ Peña 59’ | Marcatori |  |

| Arbitro: | Hempel |

|  |           |                                            |
|  | Marcatori | 47’ Peña 65’ Multhaup 90’ (aut.) Jürgensen |

| Arbitro: | Osmers |

|              |           |                    |
| Behrendt 90’ | Marcatori | 89’ (rig.) Mölders |

| Arbitro: | Fuchs |

|  |           |            |
|  | Marcatori | 33’ Krauße |

| Arbitro: | Jablonski |

|                             |           |                      |
| Multhaup 66’ Lauberbach 73’ | Marcatori | 60’ Klaas 82’ Heider |

| Arbitro: | Müller |

|                                  |           |                            |
| Bretschneider 12’ Ademi 22’, 70’ | Marcatori | 79’ Kobylański 90’ Strompf |

| Braunschweig 25 settembre 2021, ore 14:00 CEST 10ª giornata | Eintracht Braunschweig | 0 – 0 referto | Waldhof Mannheim | Eintracht-Stadion (7 052 spett.)\| Arbitro: \| Jöllenbeck \| |
| Arbitro:                                                    | Jöllenbeck             |               |                  |                                                              |

| Arbitro: | Schlager |

|                         |           |                                      |
| Grimaldi 36’ Kerber 60’ | Marcatori | 57’ Lauberbach 85’ (aut.) Krätschmer |

| Arbitro: | Erbst |

|                                                       |           |                          |
| Pfanne 11’ (aut.) Henning 15’ Peña 62’ Kobylański 90’ | Marcatori | 13’ Pohlmann 74’ Maloney |

| Arbitro: | Petersen |

|  |           |                                                     |
|  | Marcatori | 25’ Consbruch 65’ Schultz 68’ Lauberbach 88’ Müller |

| Arbitro: | Koslowski |

|                |           |                             |
| Lauberbach 54’ | Marcatori | 15’ Taffertshofer 23’ Thiel |

| Arbitro: | Bacher |

|  |           |                          |
|  | Marcatori | 8’ Müller 15’ Lauberbach |

| Arbitro: | Heft |

|                            |           |  |
| Lauberbach 17’ Henning 48’ | Marcatori |  |

| Arbitro: | Kampka |

|                   |           |  |
| Bell 13’ Atik 26’ | Marcatori |  |

| Arbitro: | Erbst |

|                                                               |           |  |
| Henning 8’ Consbruch 25’ Kijewski 55’ Lauberbach 70’ Peña 77’ | Marcatori |  |

| Arbitro: | Alt |

|                 |           |                          |
| Risse 3’ (rig.) | Marcatori | 47’ Lauberbach 86’ Girth |

#### Girone di ritorno
| Arbitro: | Waschitzki-Günther |

|               |           |                   |
| Consbruch 49’ | Marcatori | 55’ (rig.) Ritter |

| Arbitro: | Exner |

|  |           |                                                                   |
|  | Marcatori | 7’ Multhaup 9’ Henning 18’ (aut.) Ezeh 61’ Strompf 74’, 79’ Girth |

| Arbitro: | Bokop |

|            |           |  |
| Ihorst 65’ | Marcatori |  |

| Arbitro: | Cortus |

|          |           |  |
| Gómez 9’ | Marcatori |  |

| Arbitro: | Heft |

|             |           |         |
| Henning 59’ | Marcatori | 6’ Lach |

| Arbitro: | Winter |

|                      |           |                         |
| Bär 3’ Steinhart 34’ | Marcatori | 56’ Lauberbach 78’ Marx |

| Arbitro: | Ittrich |

|              |           |               |
| Multhaup 29’ | Marcatori | 23’ Weißhaupt |

| Arbitro: | Siewer |

|            |           |            |
| Heider 45’ | Marcatori | 18’ Müller |

| Arbitro: | Koslowski |

|                              |           |                |
| Consbruch 12’ Lauberbach 64’ | Marcatori | 90’ Fleckstein |

| Arbitro: | Dankert |

|  |           |                               |
|  | Marcatori | 39’, 48’ Multhaup 54’ Schultz |

| Arbitro: | Thomsen |

|  |           |                           |
|  | Marcatori | 37’ Zeitz 89’ Steinkötter |

| Arbitro: | Aarnink |

|  |           |              |
|  | Marcatori | 26’ Multhaup |

| Arbitro: | Stieler |

|                                         |           |                          |
| Fölster 34’ (aut.), 64’ (aut.) Marx 90’ | Marcatori | 44’ Lakenmacher 90’ Qela |

| Arbitro: | Müller |

|  |           |              |
|  | Marcatori | 18’ Nikolaou |

| Arbitro: | Ballweg |

|             |           |  |
| Henning 54’ | Marcatori |  |

| Monaco di Baviera 23 aprile 2022 35ª giornata | Türkgücü | – non disputata referto | Eintracht Braunschweig | Stadio Olimpico |

| Arbitro: | Siebert |

|                             |           |          |
| Nikolaou 49’ Lauberbach 59’ | Marcatori | 61’ Ceka |

| Arbitro: | Lechner |

|                                             |           |                         |
| Leugers 2’ (rig.) Sukuta-Pasu 16’ Guder 86’ | Marcatori | 34’ Lauberbach 68’ Marx |

| Arbitro: | Müller |

|  |           |                |
|  | Marcatori | 62’ Jastremski |

### Coppa di Germania
| Arbitro: | Welz |

|            |           |                          |
| Ihorst 44’ | Marcatori | 29’ Gyamerah 68’ Glatzel |

## Statistiche

### Statistiche di squadra
| Competizione      | Punti | In casa | In casa | In casa | In casa | In casa | In casa | In trasferta | In trasferta | In trasferta | In trasferta | In trasferta | In trasferta | Totale | Totale | Totale | Totale | Totale | Totale | DR  |
| Competizione      | Punti | G       | V       | N       | P       | Gf      | Gs      | G            | V            | N            | P            | Gf           | Gs           | G      | V      | N      | P      | Gf     | Gs     | DR  |
| ----------------- | ----- | ------- | ------- | ------- | ------- | ------- | ------- | ------------ | ------------ | ------------ | ------------ | ------------ | ------------ | ------ | ------ | ------ | ------ | ------ | ------ | --- |
| 3. Liga           | 65    | 18      | 8       | 6       | 4       | 27      | 21      | 19           | 10           | 5            | 4            | 34           | 15           | 37     | 18     | 11     | 8      | 61     | 36     | +25 |
| Coppa di Germania | -     | 1       | 0       | 0       | 1       | 1       | 2       | 0            | 0            | 0            | 0            | 0            | 0            | 1      | 0      | 0      | 1      | 1      | 2      | -1  |
| Totale            | 65    | 19      | 8       | 6       | 5       | 28      | 23      | 19           | 10           | 5            | 4            | 34           | 15           | 38     | 18     | 11     | 9      | 62     | 38     | +24 |

### Andamento in campionato
| Giornata  | 1 | 2  | 3  | 4 | 5 | 6 | 7 | 8 | 9 | 10 | 11 | 12 | 13 | 14 | 15 | 16 | 17 | 18 | 19 | 20 | 21 | 22 | 23 | 24 | 25 | 26 | 27 | 28 | 29 | 30 | 31 | 32 | 33 | 34 | 35 | 36 | 37 | 38 |
| --------- | - | -- | -- | - | - | - | - | - | - | -- | -- | -- | -- | -- | -- | -- | -- | -- | -- | -- | -- | -- | -- | -- | -- | -- | -- | -- | -- | -- | -- | -- | -- | -- | -- | -- | -- | -- |
| Luogo     | T | C  | T  | C | T | C | T | C | T | C  | T  | C  | T  | C  | T  | C  | T  | C  | T  | C  | T  | C  | T  | C  | T  | C  | T  | C  | T  | C  | T  | C  | T  | C  | T  | C  | T  | C  |
| Risultato | N | P  | V  | V | V | N | V | N | P | N  | N  | V  | V  | P  | V  |    | P  | V  | V  | N  | V  | V  | P  | N  | N  | N  | N  | V  | V  | P  | V  | V  | V  | V  | N  | V  | P  | P  |
| Posizione | 8 | 17 | 10 | 7 | 4 | 4 | 4 | 3 | 4 | 5  | 5  | 3  | 2  | 2  | 2  | 2  | 5  | 3  | 2  | 2  | 2  | 2  | 2  | 2  | 3  | 3  | 3  | 3  | 3  | 3  | 3  | 3  | 3  | 3  | 3  | 2  | 2  | 2  |

Legenda:

Luogo: C = Casa; T = Trasferta. Risultato: V = Vittoria; N = Pareggio; P = Sconfitta.

### Statistiche dei giocatori
| Giocatore     | 3. Liga  | 3. Liga | 3. Liga     | 3. Liga    | Coppa di Germania | Coppa di Germania | Coppa di Germania | Coppa di Germania | Totale   | Totale | Totale      | Totale     |
| Giocatore     | Presenze | Reti    | Ammonizioni | Espulsioni | Presenze          | Reti              | Ammonizioni       | Espulsioni        | Presenze | Reti   | Ammonizioni | Espulsioni |
| ------------- | -------- | ------- | ----------- | ---------- | ----------------- | ----------------- | ----------------- | ----------------- | -------- | ------ | ----------- | ---------- |
| Y. Bangsow    | 1        | 0       | 0           | 0          | 0                 | 0                 | 0                 | 0                 | 1        | 0      | 0           | 0          |
| J. Bauer      | 0        | 0       | 0           | 0          | 0                 | 0                 | 0                 | 0                 | 0        | 0      | 0           | 0          |
| B. Behrendt   | 34       | 1       | 6           | 1          | 1                 | 0                 | 1                 | 0                 | 35       | 1      | 7           | 1          |
| J. Consbruch  | 25       | 4       | 1           | 0          | 0                 | 0                 | 0                 | 0                 | 25       | 4      | 1           | 0          |
| J. Fejzić     | 36       | 0       | 4           | 0          | 1                 | 0                 | 0                 | 0                 | 37       | 0      | 4           | 0          |
| B. Girth      | 22       | 3       | 1           | 0          | 0                 | 0                 | 0                 | 0                 | 22       | 3      | 1           | 0          |
| L. Görlich    | 3        | 0       | 0           | 0          | 0                 | 0                 | 0                 | 0                 | 3        | 0      | 0           | 0          |
| F. Hartmann   | 6        | 0       | 0           | 0          | 0                 | 0                 | 0                 | 0                 | 6        | 0      | 0           | 0          |
| B. Henning    | 33       | 6       | 7           | 0          | 1                 | 0                 | 0                 | 0                 | 34       | 6      | 7           | 0          |
| L. Ihorst     | 19       | 3       | 1           | 0          | 1                 | 1                 | 0                 | 0                 | 20       | 4      | 1           | 0          |
| N. Kijewski   | 31       | 1       | 4           | 0          | 1                 | 0                 | 0                 | 0                 | 32       | 1      | 4           | 0          |
| E. Kischka    | 0        | 0       | 0           | 0          | 0                 | 0                 | 0                 | 0                 | 0        | 0      | 0           | 0          |
| J. Kleeberg   | 0        | 0       | 0           | 0          | 0                 | 0                 | 0                 | 0                 | 0        | 0      | 0           | 0          |
| M. Kobylański | 28       | 2       | 0           | 0          | 1                 | 0                 | 0                 | 0                 | 29       | 2      | 0           | 0          |
| R. Krauße     | 35       | 1       | 5           | 0          | 1                 | 0                 | 1                 | 0                 | 36       | 1      | 6           | 0          |
| L. Kökelsum   | 0        | 0       | 0           | 0          | 0                 | 0                 | 0                 | 0                 | 0        | 0      | 0           | 0          |
| L. Lauberbach | 32       | 12      | 2           | 0          | 0                 | 0                 | 0                 | 0                 | 32       | 12     | 2           | 0          |
| J. Marx       | 16       | 3       | 3           | 0          | 0                 | 0                 | 0                 | 0                 | 16       | 3      | 3           | 0          |
| I. May        | 9        | 0       | 0           | 0          | 1                 | 0                 | 0                 | 0                 | 10       | 0      | 0           | 0          |
| M. Multhaup   | 32       | 7       | 2           | 0          | 1                 | 0                 | 0                 | 0                 | 33       | 7      | 2           | 0          |
| S. Müller     | 24       | 3       | 1           | 0          | 1                 | 0                 | 0                 | 0                 | 25       | 3      | 1           | 0          |
| J. Nikolaou   | 34       | 3       | 6           | 0          | 1                 | 0                 | 0                 | 0                 | 35       | 3      | 6           | 0          |
| Y. Otto       | 19       | 0       | 3           | 0          | 0                 | 0                 | 0                 | 0                 | 19       | 0      | 3           | 0          |
| E. Peña       | 25       | 4       | 3           | 0          | 1                 | 0                 | 0                 | 0                 | 26       | 4      | 3           | 0          |
| N. Proschwitz | 2        | 0       | 0           | 0          | 0                 | 0                 | 0                 | 0                 | 2        | 0      | 0           | 0          |
| L. Schlüter   | 26       | 0       | 2           | 0          | 1                 | 0                 | 0                 | 0                 | 27       | 0      | 2           | 0          |
| M. Schultz    | 35       | 2       | 8           | 0          | 1                 | 0                 | 0                 | 0                 | 36       | 2      | 8           | 0          |
| P. Strompf    | 19       | 2       | 2           | 0          | 0                 | 0                 | 0                 | 0                 | 19       | 2      | 2           | 0          |
| F. Stumpe     | 1        | 0       | 0           | 0          | 0                 | 0                 | 0                 | 0                 | 1        | 0      | 0           | 0          |
| D. Wiebe      | 26       | 0       | 2           | 0          | 1                 | 0                 | 0                 | 0                 | 27       | 0      | 2           | 0          |